# Alakor

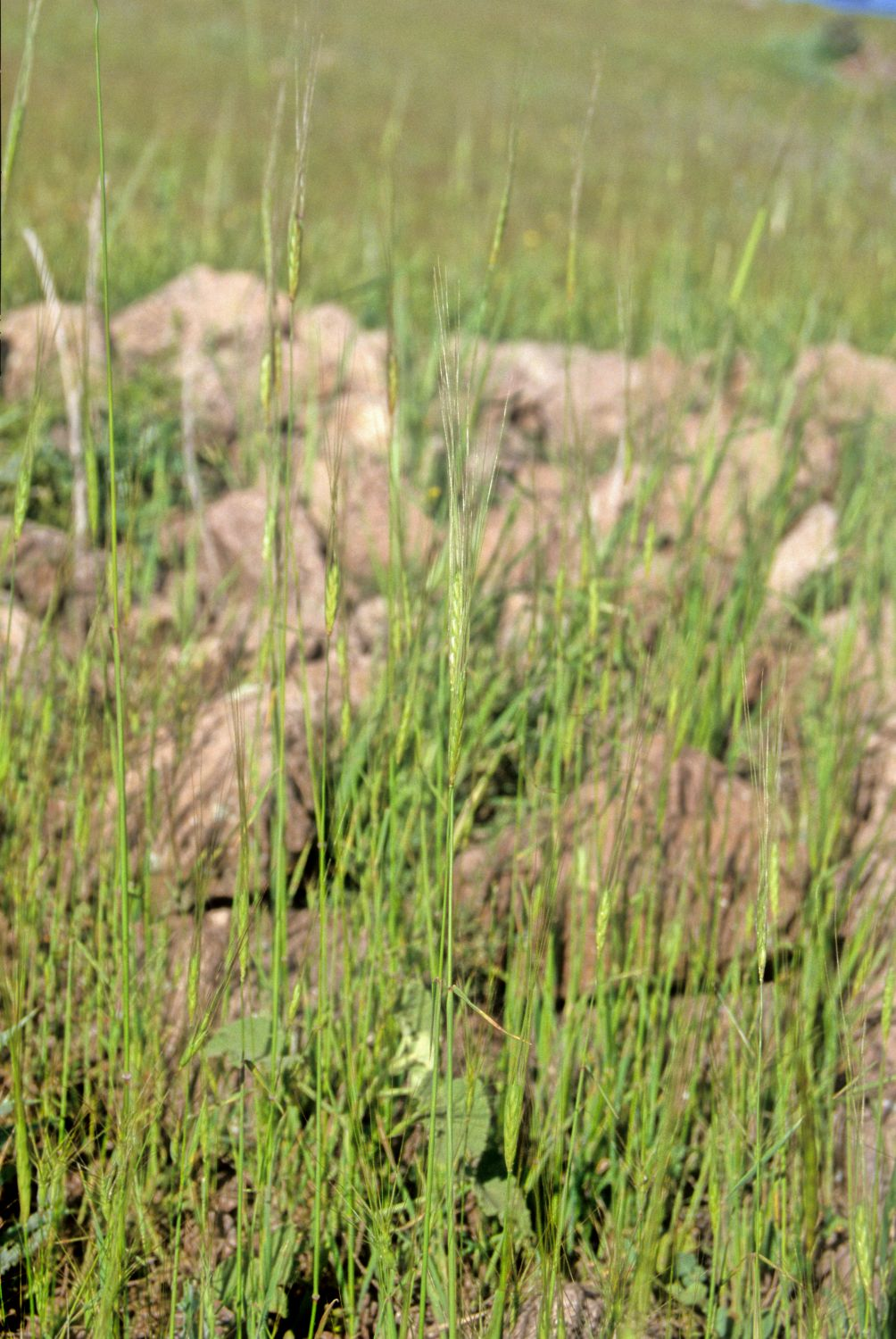
Vad alakor

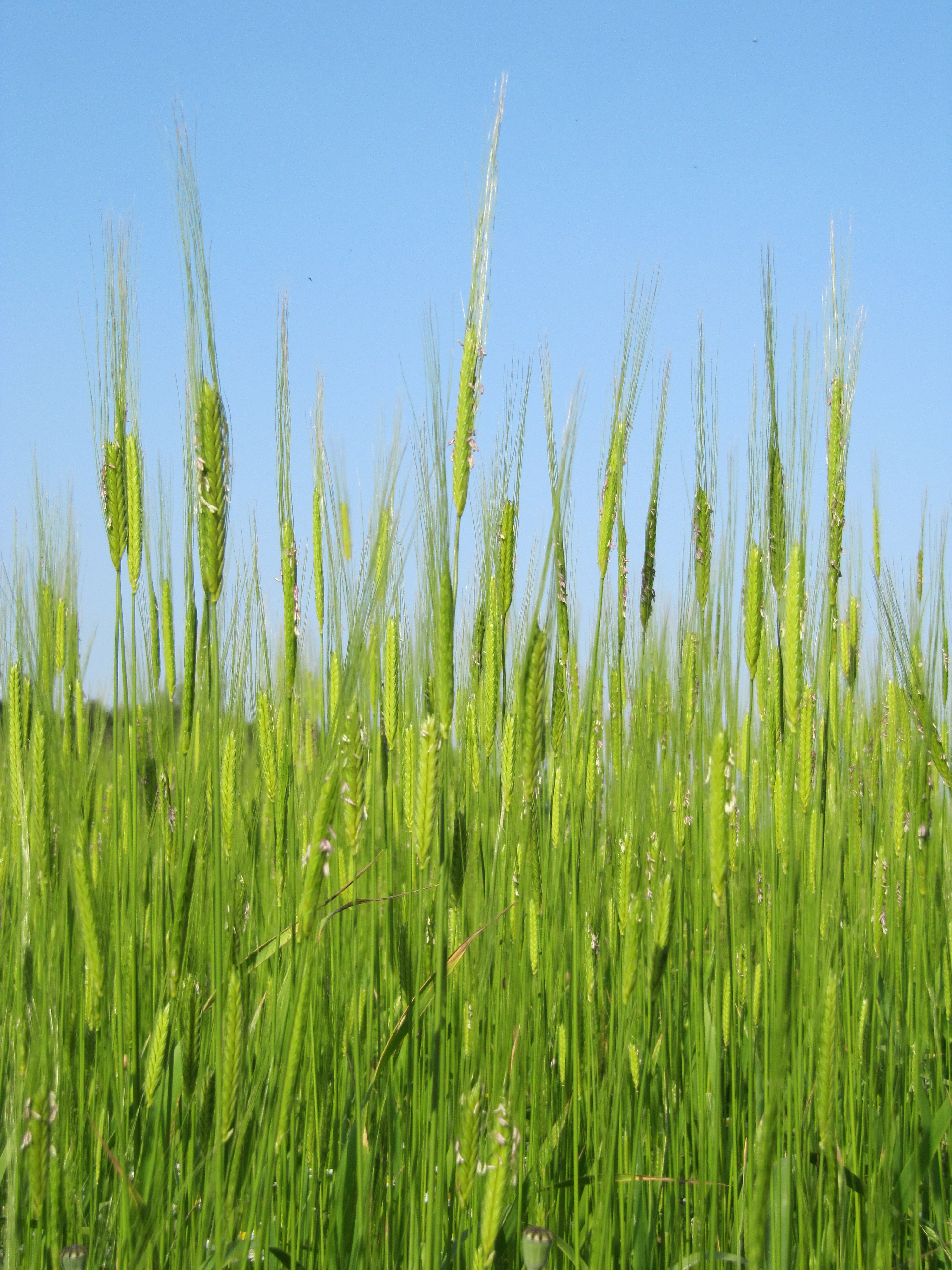
Alakor

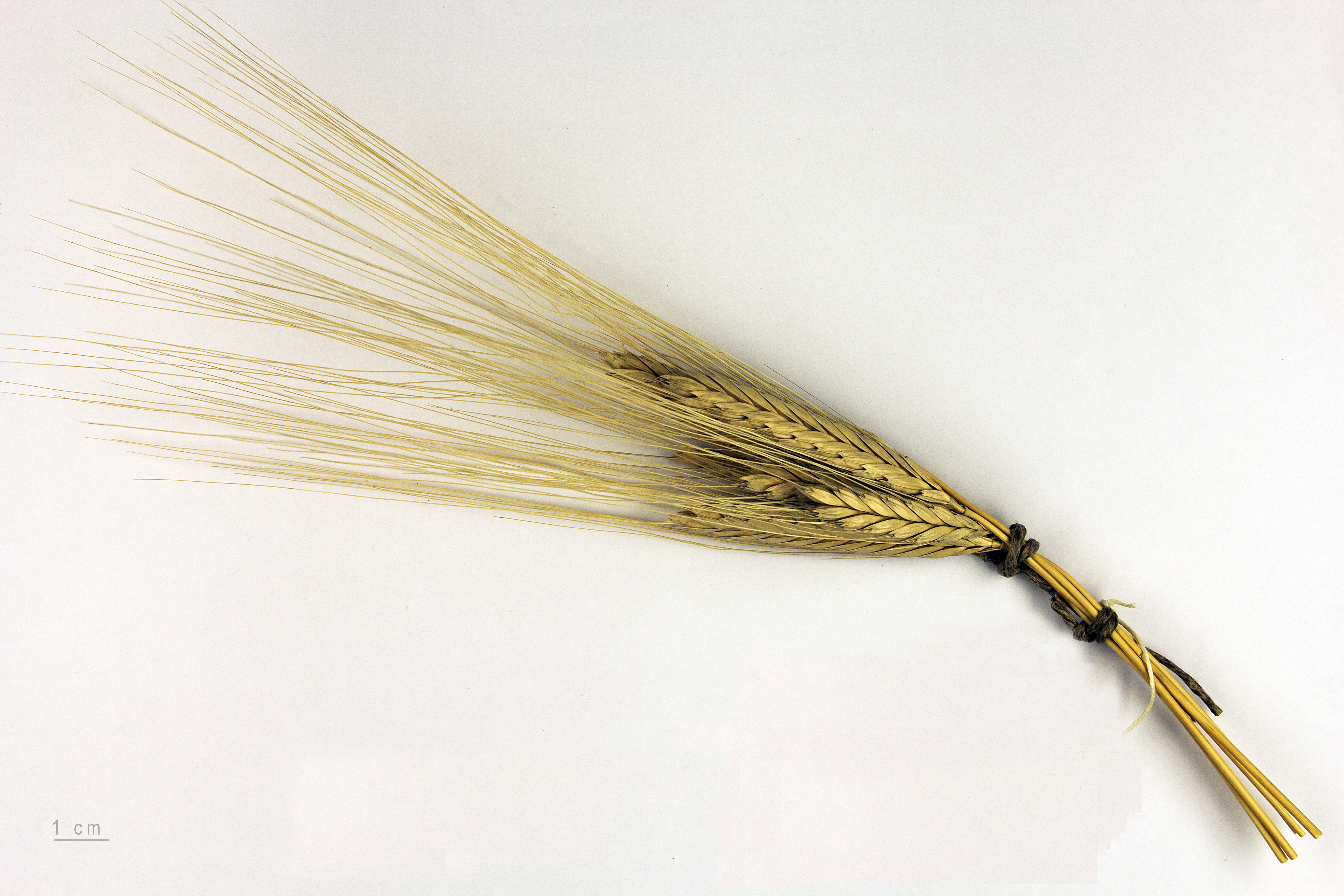
Triticum monococcum

Az alakor vagy egyszemű búza (Triticum monococcum) egy diploid faj, az egyik legkorábbi, emberek által termesztett búza. Magyar nevének eredete a múlt homályába vész; vagy a germán Einkorn (egymagvú) szó kiejtésében módosult változata, vagy az óromán alacu átvétele (többes számban: alacuri, ejtsd: [alakur]), mely a tönkölybúzát jelentő latin alica rokona. Vad alakjától (Triticum boeoticum) nem sokban különbözik, csupán nagyobbak a szemei. Nem is tekintjük őket külön fajnak. Belőle fejlődött ki az összes ma termesztett búzafaj.
Őshazája Kis-Ázsia.
Az egyik legrégebb óta termesztett növény, dél-törökországi leletek szerint 10 600–9900 éve háziasították. Ötzi, a jégember is fogyasztotta. A szalagos kerámia kultúrájának fő terménye volt; más gabonákat csak a kultúra késői szakaszában vettek termesztésbe.
Ez az ősi gabonaféle képezte az emberiség alapvető élelmiszerellátásának alapját.
Előnyei a hagyományos búzával szemben, hogy sokkal igénytelenebb, mind talajra, mind éghajlatra. Hegyvidékeken mintegy 900 méteres tengerszint feletti magasságig sikerrel vethető, és a decemberi vetést is eltűri. Betegség nem vagy csak ritkán támadja meg; többek között ellenáll az anyarozsnak, a gyökérrothadásnak és a pelyvabarnulásnak. A gyomnövényekkel szemben is jobban bírja a versenyt. Emberi fogyasztásra és állati takarmányozásra is jól felhasználható. Hátránya az alacsonyabb terméshozam. Ma már csak kisegítő szerep jut neki.

## Története
Az alakor kis-ázsiai őshazájából indult „hódító útjára”, mintegy 10 ezer évvel ezelőtt. Termesztése szinte az európai termelőgazdálkodás kialakulásával egyidős: nyoma a neolitikum óta Európában és Magyarországon is kimutatható. A híres alpesi jégmúmia, a több mint 5000 éve elhunyt Ötzi gyomrában találtak alakort, amit vadhússal és páfránnyal együtt fogyasztott el kevéssel a halála előtt.
Itthon a 19. századig termesztették, véglegesen csak a nagyüzemi birtokok kialakulásával szorult ki a termelésből.
Szerencsére az ország egyes sporadikus területein, ha nagyon kis tételekben is, még az utóbbi időben is termesztettek valamennyi alakort. Ez a háttér biztosította a nemesítők számára, hogy sikeres kutatási programokat alakíthassanak ki és kísérletezzenek új fajták kitenyésztésével. Napjainkban az ökológiai- és biogazdálkodás terjedése miatt újra egyre több helyen vetik, valamint új fajtákat nemesítenek.

## Felhasználása
Az alakorból kiváló minőségű liszt készíthető, mely sárgás színezetű. Az alakor lizin-, mikroelem- és esszenciális aminosav-tartalma igen magas, szénhidrát-tartalma alacsony. Több növényi zsírt, foszfort, nátriumot, béta-karotint és piridoxint tartalmaz, mint a modern búzák. Ideális gabona a modern „reformkonyhához”. A belőle készített étel könnyen emészthető. Erdélyben ősi lepényféléket, pogácsát és kenyeret sütnek belőle; az így sütött kenyér íze a Svájcban divatos „dióskenyérre” hasonlít. Sok helyen azonban inkább rizshez hasonlóan főzik, vagy kását készítenek belőle, mivel kenyérkészítésre kevéssé alkalmas.
Állati takarmányként főleg sertést és lovat etetnek vele. Az alakorral etetett sertések jól gyarapodnak és nem válnak zsírossá. Néhányan úgy tartják, hogy a lovaknak ettől „sajátos tulajdonságaik vannak”.
Szalmája igen szívós, tartós, így nemcsak házfedésre, almozásra és kötözésre felel meg kiválóan, hanem még kalapkészítésre is.
Egy kutatás igazolta az alakor jelentős allelopatikus hatását, amit a kísérletben részt vevő alábbi gyomnövényekkel szemben fejtett ki: ürömlevelű parlagfű (Ambrosia artemisiifolia), tarackbúza (Agropyron repens), komlós lucerna (Medicago lupulina), apró szulák (Convolvulus arvensis), mezei aszat (Cirsium arvense). A kutatás azt is igazolta, hogy megfelelő vetéssűrűség esetén az alakor a bevetett területen alkalmas a parlagfű visszaszorítására.
Az alakor malátázva (vagy malátázás nélkül enzimek hozzáadásával) sörfőzés alapanyaga is lehet. A mérések alapján a belőle készült sör magasabb nyomelem- és antioxidáns-tartalommal bír, mint más sörök.
A fedett gabonák közé tartozik, ami azt jelenti, hogy érés közben a mag nem válik el a külső héjától, így nehéz hántani.

## Fajták
Alacsony termésátlaga miatt termesztése visszaszorult. Egészséges ételként azonban van piaca. Egyes helyeken változatlanul népszerű, így például Franciaország, Olaszország, a volt Jugoszlávia, Marokkó, India és Törökország egyes vidékein. Spanyolországban juhok takarmányozására is felhasználják. Akár 150 cm magasra is megnő. A reális termésátlag homokos talajon 1,2–2,1 tonna/hektár.
Magyarországon az utóbbi időben nemesítési munkálatok folynak. Alakor-fajtajelöltek:
| Alakor fajtajelöltek                   | Termés (t/ha) | Fehérje tartalom (%) | Nedves sikér | Kenyértérfogat | Lutein tartalom (μg/g) | Összes karotin-tartalom (μg/g) | Tokol-tartalom (μg/g) | Tokotriol/Tokol arány |
| -------------------------------------- | ------------- | -------------------- | ------------ | -------------- | ---------------------- | ------------------------------ | --------------------- | --------------------- |
| MvGB 140                               | 4,6           | 15,3                 | 40,1         | 676            | 6,9                    | 7,9                            | 72,2                  | 3,3                   |
| Mv Alkor                               | 5,0           | 17,1                 | 50,1         | 755            | 8,5                    | 9,6                            | 78,8                  | 3,6                   |
| MvGB 794                               | 4,3           | 14,1                 | -            | -              | 6,6                    | 7,6                            | 73,9                  | 3,8                   |
| MvGB 347                               | 3,4           | 22,5                 | -            | -              | 7,8                    | 8,7                            | 82,5                  | 4,4                   |
| Mv Regiment (őszi búza) hasonlításként | 6,7           | 13,2                 | 32,8         | 731            | 1,7                    | 1,8                            | 60,6                  | 1,5                   |

Az Mv Alkor (előzőleg MvGB 4 fajtajelölt) fajta minősítést kapott 2008-ban.
A fajtajelöltek lényegesen magasabb mennyiségben tartalmaznak pro-A vitamint (lutein) és az E vitaminokat (tokolok), mint a kontroll őszi búza, és az élettani vizsgálatokban igen fontos tokotriol/tokol arány is lényegesen kedvezőbb, mint a szokványos búzafajtában.
Nagyüzemi gazdálkodásban is realizálhatóak ezek az értékek, így a biogazdálkodásban az alakor kiemelt helyet kaphat a funkcionális élelmiszer alapanyag előállításban.
Az alakor sótolerancia génjét sikerült a durumbúzába is átvinni.

## Gluténtoxicitás
Az alakor búza más búzafajokhoz hasonlóan olyan glutént tartalmaz, amely az autoimmun gluténérzékeny (lisztérzékeny) emberek szervezetében létrehoz egy olyan autoimmun folyamatot, aminek következtében súlyos egészségkárosodást szenvedhetnek. A nem autoimmun gluténérzékeny és a búzaallergiás embereknél is rosszullétet okozhat valamennyi búzafajtából készült termékekkel, így az alakorral történő kontaktus is.
Egyes vizsgálatok szerint az alakor búzában található gliadin fehérje kevésbé ártalmas a lisztérzékenységben szenvedőkre.